# Cromozomul uman 2
Cromozomul 2 este unul dintre cele 23 de perechi de cromozomi umani. Oamenii au în mod normal doi cromozomi 2. Cromozomul 2 este ca mărime al doilea cromozom uman, cu o anvergură de mai mult de 237 milioane nucleotide în perechi  (materialul de bază pentru ADN), și reprezintă aproape 8 % din totalul de ADN din celule.
Identificarea genelor la fiecare cromozom este un domeniu activ al cercetării genetice. Datorită diferitelor tehnici folosite de cercetători pentru a stabili numărul de gene pentru fiecare cromozom, acest număr variază. Cromozomul 2, cel mai probabil, conține 1.491 de gene, printre care cele din secvența de ADN homeobox.